# La Vespière
La Vespière – miejscowość i dawna gmina we Francji, w regionie Normandia, w departamencie Calvados. W dniu 1 stycznia 2016 roku z połączenia dwóch ówczesnych gmin – Friardel oraz La Vespière – utworzono nową gminę La Vespière-Friardel. Siedzibą gminy została miejscowość La Vespière. W 2013 roku populacja La Vespière wynosiła 1019 mieszkańców. 